# RATP-Baureihe MP 14
Die MP 14 sind eine Generation von gummibereiften Triebzügen der Métro Paris. Hersteller Alstom begann die Auslieferung an die RATP im Dezember 2018. Die Fünf-, Sechs oder Achtwagenzüge werden auf den Linien 4, 11 und 14 eingesetzt. Entsprechend der Pariser Namensgebung steht MP für Matériel sur pneumatiques (Fahrzeug auf Gummireifen) und 14 für das Jahr der geplanten ersten Bestellung.

## Geschichte
Im Januar 2015 schloss die RATP mit Alstom einen über zwei Milliarden Euro umfassenden Rahmenvertrag über die Lieferung von bis zu 217 U-Bahn-Zügen mit Gummireifen innerhalb eines Zeitraums von 15 Jahren. Der erste Abruf von 35 Achtwagenzügen im Wert von rund 500 Millionen Euro erfolgte für die Linie 14. Sie wurden für die Linienverlängerungen nach Norden und Süden und eine Kapazitätserhöhung beschafft und von Île-de-France Mobilités (damals STIF) finanziert. Diese MP14 haben zwei Wagen mehr als die MP05 und können daher mehr Fahrgäste befördern. Zudem sind sie mit einem leistungsfähigeren Zugsicherungssystem ausgestattet, sodass die Züge minimal alle 85 Sekunden fahren können.
Am 12. Oktober 2020 konnte schließlich der erste Zug auf der Linie 14 in Betrieb gehen. Im gleichen Zeitraum begann die Produktion der Fahrzeuge für die Linie 11.

## Varianten
Es werden drei Varianten geliefert, die sich in der Zahl der Wagen und im Automatisierungsgrad unterscheiden.

### MP 14 CA
Für die Linien 14 und 4 wird die vollautomatische Variante (CA = conduite automatique) geliefert. Die Fahrzeuge werden mit SAET geführt. Während auf der Linie 14 Achtwagenzüge mit 120 Metern Länge verkehren können, sind auf der Linie 4 maximal 90 Meter lange Sechswagenzüge möglich.

### Linie 14
Die 72 Achtwagenzüge der Linie 14 weisen 184 fixe und 76 Klappsitze sowie zwei Rollstuhlplätze auf. Es wurden 60 USB-Ladebuchsen und 32 Fahrgastinformationsbildschirme eingebaut. Mit einer Kapazität von rund 1000 Fahrgästen pro Zug können mit der Linie 14 etwa 40 000 Fahrgäste pro Stunde und Richtung befördert werden. Zuvor lag die rechnerische Transportkapazität bei 30 000 Fahrgästen pro Stunde und Richtung, da kürzere Sechswagenzüge eingesetzt wurden.

### Linie 4
Die zweite Beschaffung von zwanzig Zügen erfolgt für die Linie 4, die damit schrittweise auf den fahrerlosen Betrieb umgestellt werden konnte.

### MP 14 CC (Linie 11)

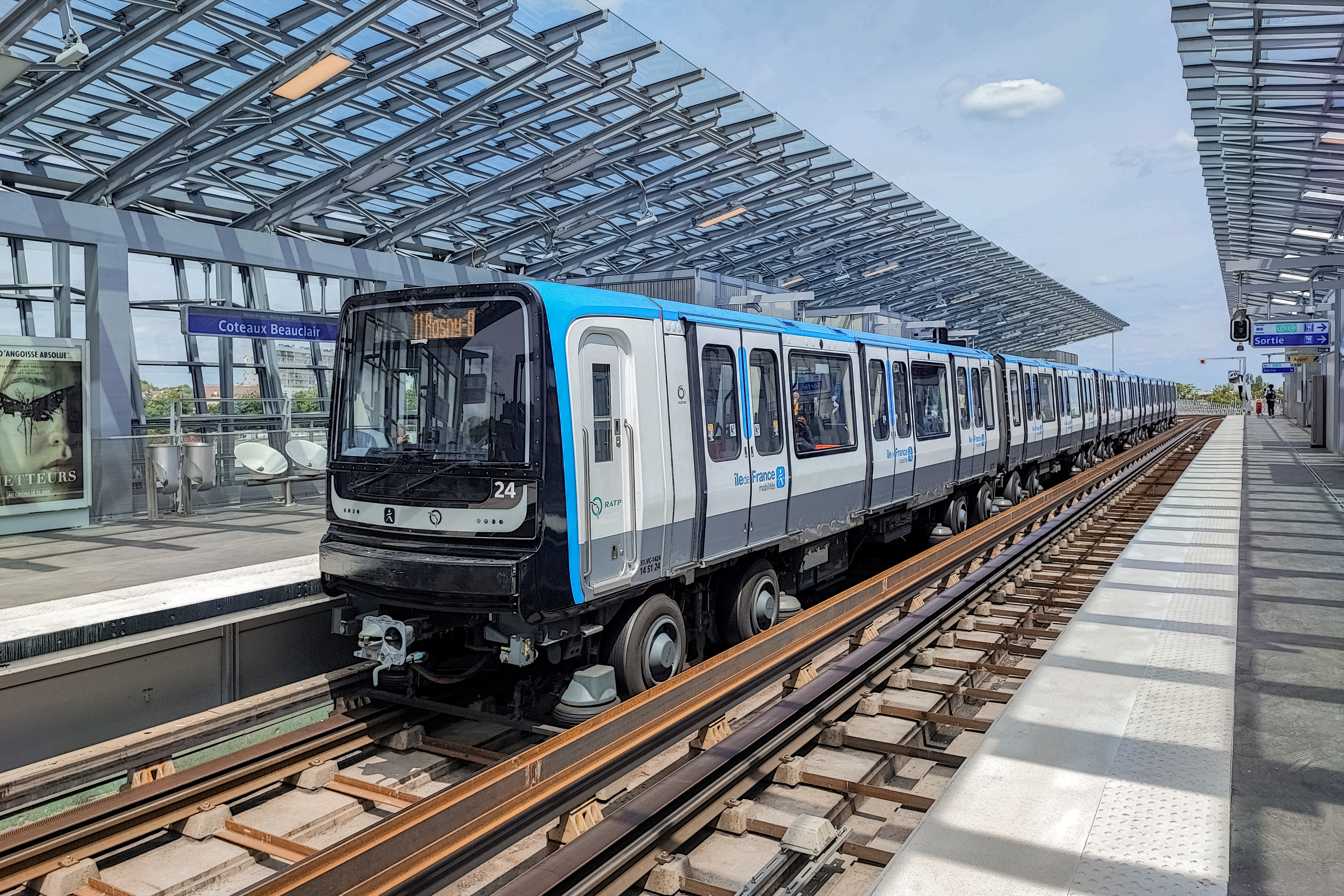
MP 14 CC in Coteaux Beauclair

Die Linie 11 bleibt im konventionellen fahrergesteuerten Betrieb. Um dennoch die über 50 Jahre alten Bestandsfahrzeuge des Typs MP 59 zu ersetzen, wurde eine Variante mit Fahrerkabine entwickelt (CC bedeutet conduite conducteur). Im Dezember 2017 wurden 20 Fünfwagenzüge bestellt, vier Jahre später folgten weitere 19 Züge. Die ersten Fahrzeuge gingen im Juni 2023 in den Fahrgastbetrieb. Während die erste Bestellung die 23 MP 59 mit vier Wagen ersetzte, wurde die Nachbestellung für die Linienverlängerung nach Osten notwendig.

## Technik

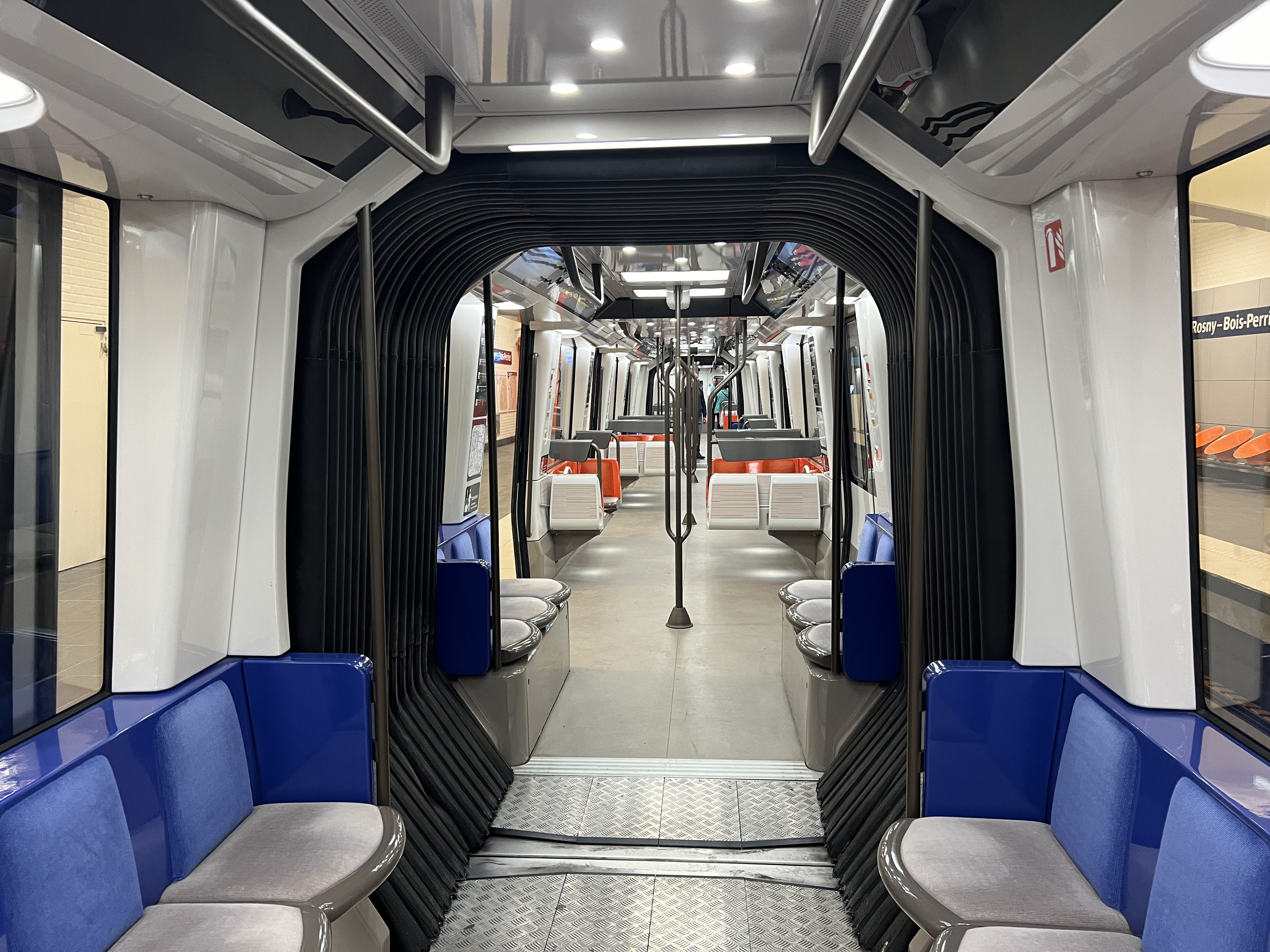
Innenraum mit Wagenübergang

Als Métro sur pneus laufen die MP 14 auf mit Gas gefüllten Gummireifen und werden mit weiteren Rädern spurgeführt. Jeder Wagen ist rund 15 Meter lang und verfügt über drei Schiebetüren pro Seite.
Die MP 14 wurden im hellblau-weißen Design von Île-de-France Mobilités ausgeliefert. Im Innenraum sind die Sitze blau, die für bewegungseingeschränkte Personen rot. Sie sind sowohl längs als auch quer zur Fahrtrichtung angeordnet. Da viele Komponenten unterflur angeordnet wurden, kann fast der gesamte Fahrgastraum variabel bestuhlt werden. An den Fronten wurden die Lichter als rechteckige LED-Bänder konzipiert.
Gegenüber der Vorgängerserie MP 05 weisen die MP 14 einige Verbesserungen auf. Nach Angaben von Alstom benötigen die MP 14 17 % weniger Energie (vor allem wegen Rekuperation) und weisen einen um 40 % geringeren Geräuschpegel im Inneren auf (−2 dB).